# Carlota Baró Riau
Carlota Baró Riau (Barcelona, 12 de març de 1989) és una actriu catalana coneguda pel seu paper de Mariana Castañeda en la sèrie El Secreto de Puente Viejo, la seva primera sèrie de televisió.

## Biografia
La seva formació com a ballarina va començar abans que la interpretació. Entre el 1997 i el 2002 va ser alumna de dansa clàssica a l'escola Ramon Solé de Barcelona. Va seguir formant-se com a ballarina professional en clàssica i contemporània a l'escola Company & Company fins al 2005, que va ser alumna de José Manuel Rodríguez i Esmeralda Maycas al centre de dansa Studio Isadora. Més endavant, es formaria en dansa moderna a l'escola Mar Estudi de dansa.
La seva formació com a actriu va començar a l'escola barcelonina de Nancy Tuñón i Jordi Oliver el 2002 amb professionals com Esteve Rovira o Jordi Frades durant l'any 2009.
L'any 2006 va treballar en l'spot televisiu Talla amb els mals rotllos, dirigit per Isabel Coixet per a una campanya de la Generalitat de Catalunya contra la violència de gènere.
Entre el 2008 i el 2009 va treballar en obres de teatre com Romeo y Julieta, Viejos tiempos i La importancia de llamarse Ernesto.
L'any 2011 va debutar com a actriu en televisió amb el paper de Mariana Castañeda en El secreto de Puente Viejo, sèrie en la qual ha participat en més de mil episodis, fins al 2016.
Al 2015 va protagonitzar amb l'actor Francisco Ortiz, l'obra de teatre Los vencejos no sonríen, escrita i dirigida por Carlos Silveira. Al 2018 va formar part de l'obra Todos, de la dramaturga Queralt Riera i també de Las noches de la suite de Darío Frías amb actors com Veki Velilla, Gonzalo Trujillo i Eduardo Rejon.
Al Setembre de 2018 va donar vida al personatge de Míriam Zafra a la guardonada sèrie de Netflix, Las chicas del cable.
Des del 2016, a banda de projectes teatrals i televisius, és professora de teatre musical i de dansa a l'escola La Manada, de Madrid.

## Filmografia

### Teatre
No Fucking Way (2019), de la companyia Verano y humo producciones interpretant a Lena, Forbes i/o Ana.
Las noches de la Suite (2018), de Darío Frías
Todos (2018), de Queralt Riera
Los vencejos no sonríen (2015), de Carlos Silveira interpretant a Claudia
Muestras de teatro II: Viejos Tiempos (2009), de Harold Pinter
Muestras de teatro III: La importancia de llamarse Ernesto (2009), d'Oscar Wilde
Muestras de teatro I: Romeo y Julieta (2008), de W. Shakespeare

### Sèries
- Las chicas del cable (2018), de Gema Neira i Ramón Campos emesa a Netflix. Interpretant al personatge de Miriam Zafra.
- El Secreto de Puente Viejo (2011 - 2016), de Aurora Guerra emesa a Antena 3. Interpretant al personatge de Mariana Castañeda.

### Televisió
Talla amb els mals rotllos (2006) - Spot publicitari contra la violència de gènere dirigit per Isabel Coixet.

### Curtmetratges
Caída (2008), de l'ESCAC